# 児玉善仁
児玉 善仁（こだま よしひと、1949年12月9日 - 2015年5月17日）は、イタリア教育史学者。帝京大学名誉教授、甲南大学教授。

## 略歴
広島県生まれ。1974年広島大学教育学部卒、1979年同大学院教育学研究科博士課程後期単位取得退学。1990～91年アニェッリ財団招聘教授としてボローニャ大学留学。広島大学教育学部助手、帝京大学文学部教育学科講師、助教授、理工学部教職課程教授を経て、2012年より帝京大学名誉教授、甲南大学文学部教授。2005年「イタリア中世大学の成立と変容 組織の構造と学位授与の機能」で広島大学博士(教育学)。専攻はイタリア教育史、大学史。

## 著書
- 『ヴェネツィアの放浪教師 中世都市と学校の誕生』平凡社 1993
- 『<病気>の誕生 近代医療の起源』平凡社選書 1998
- 『イタリアの中世大学 その成立と変容』名古屋大学出版会 2007

共編
- 『大学の指導法 学生の自己発見のために』別府昭郎,川島啓二共編 東信堂 2004

### 翻訳
- グイド・ザッカニーニ『中世イタリアの大学生活』平凡社 1990

## 論文
- CiNii

## 注
1. ↑  甲南大学教職教育センター(アーカイブ)
2. ↑  児玉善仁教授略歴および業績一覧
3. ↑  『現代日本人名録』2002年